# Paluküla Hiiemägi

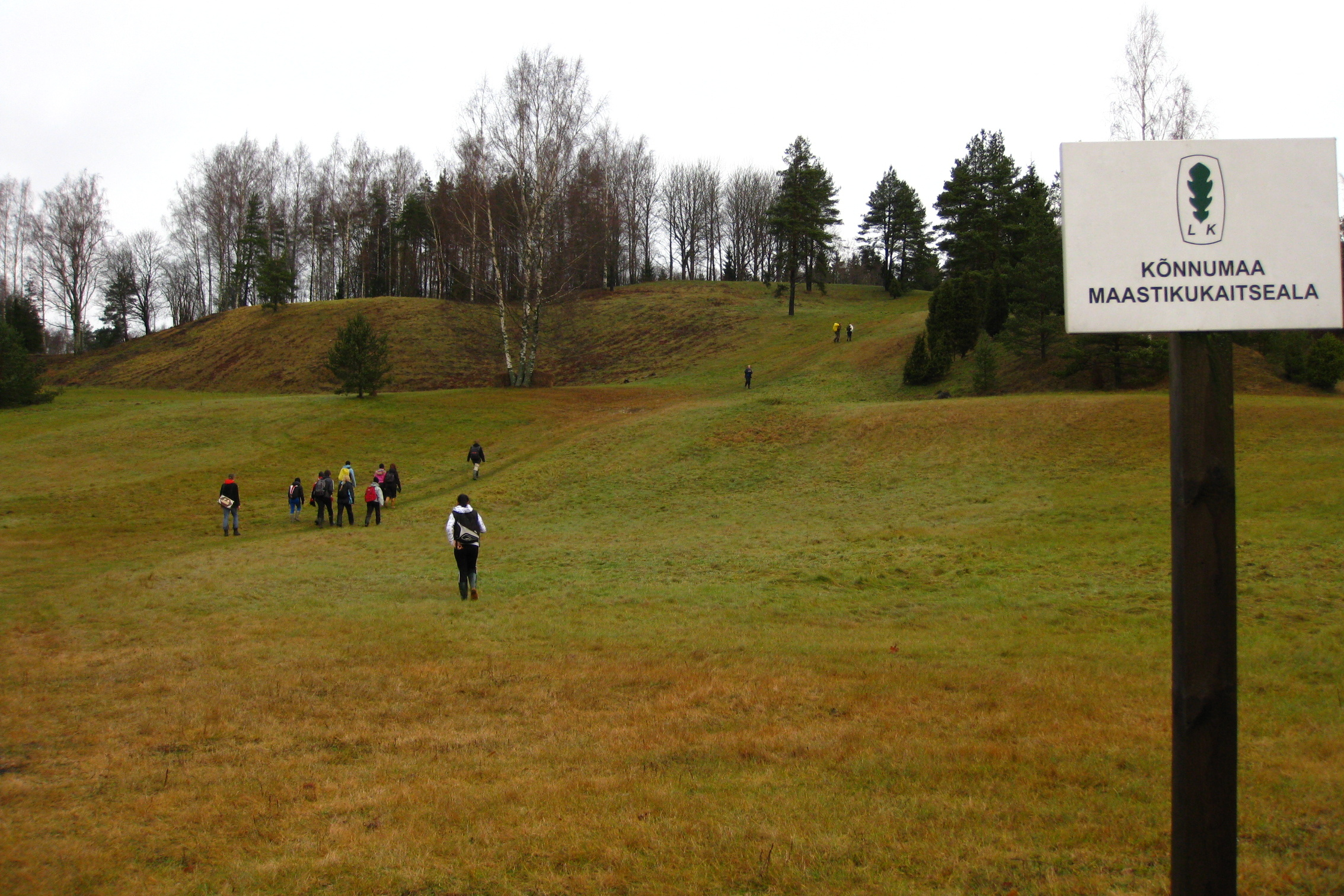
Paluküla Hiiemägi

Paluküla Hiiemägi (littéralement Colline sacrée du village de Palu en estonien) est un site naturel sacré situé dans la commune rurale de Kehtna, dans le Comté de Rapla.
Ce site fait partie du réseau Natura 2000, et, au niveau national, d'un paysage protégé. C'est également un site culturel important pour les adeptes du Maausk (ancienne religion estonienne et néopaganisme) . Il a été le théâtre d'un conflit environnemental le plus important à l'échelle de l'Estonie, lorsqu'un projet de station de sports d'hiver a vu le jour au début des années 2000.

## Géographie
Paluküla hiiemägi s'étend sur environ 35 ha.
La colline de Palukula s'élève à 106 m au dessus du niveau de la mer, ce qui en fait le plus haut sommet du centre et du nord-ouest de l'Estonie, mais ne représente qu'un dénivelé de 25 m entre le pied et le sommet de la colline.

## Culture
Plusieurs textes historiques, dont les plus anciens remontent à 1906, décrivent les coutumes, le folklore associées à Paluküla hiiemägi. Il est notamment fait mention d'offrandes réalisées sur des hôtels de pierre où sur le flanc de la colline à un endroit appelé fosse de Tõnny.
La colline a également été utilisée pour des activités agricoles, comme le montrent des archives datant des années 1930-1940, et un cellier y a été creusé.

## Nature

### Biodiversité
La majeure partie de la colline est couverte par une forêt d'aulnes mélangé avec des épicéas. L'ubac est occupé par des Pelouses sèches semi-naturelles et faciès d'embuissonnement sur calcaires (Festuco-Brometalia), un habitat d'intérêt communautaire.

### Protection
Paluküla hiiemägi est classé Natura 2000, elle fait partie d'une ZSC et d'une ZPS. Au niveau national, elle est comprise à l'intérieur du paysage protégé de Kõnnumaa.

## Conflit environnemental
Le conflit environnemental a débuté en 2003 quand la construction d'un complexe de sports d'hiver a été projeté, comprenant des pistes de ski, des remontées mécaniques, des canons à neige et un bâtiment de service de 450 m2. Le projet a été autorisé en 2004 par les autorités municipales, malgré une pétition réunissant 1800 signatures pour s'opposer au projet.
De 2001 à 2019, des mentions de Paluküla hiiemägi ont été trouvées dans 138 articles de presse du niveau local au national. Entre 2008 et 2013, le débat a gravi tous les échelons du système judiciaire estonien.